# Akiko Tsuruga
Akiko Tsuruga (Japans: 敦賀 明子, Tsuruga Akiko) (Amagasaki, 1 januari 2000) is een Japanse jazz-organiste (Hammondorgel B3) en componiste in de traditie van Jimmy McGriff, Jimmy Smith, Charles Earland en Jack McDuff.
Tsuruga begon op haar derde op het orgel te spelen. Ze studeerde aan het conservatorium van Osaka, waar ze speelde met musici als trompettist Roy Hargrove en drummer Grady Tate. Naast Dr. Lonnie Smith werd Tate haar mentor: de drummer speelde mee op haar eerste album en adviseerde haar naar Amerika te gaan. Sinds 2001 woont ze in New York, waar ze in allerlei bekende clubs heeft gespeeld. In Amerika bracht ze verschillende albums uit. Ze treedt op met een eigen groep en maakt deel uit van het kwartet van saxofonist Lou Donaldson, waarmee ze ook toerde in Europa.  

## Discografie
- Harlem Dreams, M & I Company, 2006
- Sweet and Funky, Grave News/18th & Vine, 2006
- St. Louis Blues, Mojo Records, 2007
- NYC Serenade, Mojo, 2008
- Oriental Express, 18th & Vine, 2009 ('albumpick' Allmusic)
- Sakura, American Showplace Music, 2012